# Synetocephalus bivittatus
Synetocephalus bivittatus är en skalbaggsart som först beskrevs av J. L. Leconte 1859.  Synetocephalus bivittatus ingår i släktet Synetocephalus och familjen bladbaggar. Inga underarter finns listade i Catalogue of Life.